# 讓-巴蒂斯特·勒布爾
讓-巴蒂斯特·约瑟夫·馬里于斯·勒布爾（法語：Jean-Baptiste Joseph Marius Reboul，法語發音：[ʒɑ̃ batist ʒozɛf maʁjys ʁəbul]；1862年4月12日—1926年3月20日）出生於法國普罗旺斯-阿尔卑斯-蓝色海岸大区隆河河口省的馬賽，是一位南法普羅旺斯風格的法式料理廚師。

## 生平
讓-巴蒂斯特·勒布爾在蒙特勒萊芒湖邊的蒙特勒酒店（法語：hôtels de Montreux）當廚房助理，開始了他的烹飪人生，接著他在瑞士和普羅旺斯的幾處工作過，廿四歲時搬到馬賽定居之後，然後他在卡斯蒂利亞酒店（法語：Hôtel de Castille）和盧森堡酒店（法語：Hôtel du Luxembourg）擔任主廚，自1900年到他從廚房退休，他都在苦艾酒的生產家族娜利普萊家族擔任私聘主廚。
讓-巴蒂斯特·勒布爾畢生最大的成就，就是撰寫《普羅旺斯廚師》（法語：La Cuisinièreprovençale，也有版本稱為（法語：La Cuisinière proprovençale）），這本書詳實記錄了1,120道食譜、以及365個菜單，讓南法風格的法式料理能流傳迄今，很大一部分是來自於他的撰寫，因此成為許多後來廚師的入門經典，這本書1897年初版上市，到今天已經再版廿八刷，銷售超過一百萬冊，是馬賽出版商塔庫塞爾（法語：Tacusel）歷來最成功的一本出版品。